# باول وايت (لاعب كرة قدم أمريكية)
باول وايت (بالإنجليزية: Paul White)‏ هو لاعب كرة قدم أمريكية أمريكي، ولد في 13 نوفمبر 1921 في ودلي في الولايات المتحدة، وتوفي في 3 يونيو 1974 في دولوث في الولايات المتحدة.